# Centrum LIM
Centrum LIM (známý též jako Marriott Hotel či LOT Tower) je mrakodrap v polské Varšavě. Má 43 podlaží a výšku 140 metrů (s anténou 170) a je tak 6. nejvyšší budovou v Polsku. Jeho výstavba probíhala v letech 1980 - 1989 podle společného projektu, který vypracovali architekti Jerzy Skrzypczak, Andrzej Bielobradek a Krzysztof Stefanski. V budově se nachází pětihvězdičkový hotel Marriott, kancelářské prostory a v nižších patrech také prostory maloobchodní.